# 久克辛
50°49′43″N 26°5′34″E / 50.82861°N 26.09278°E
久克辛（烏克蘭語：Дюксин），是烏克蘭西北部的村莊，隸屬里夫內州的里夫內區。該村始建於1577年，面積4.65平方公里，海拔高度170米，2001年人口1,325，人口密度每平方公里285人。